# فرنسيسكو روتشا
فرنسيسكو روتشا (بالبرتغالية: Francisco Rocha‏) (9 أبريل 1927 بالبرتغال - ) هو لاعب كرة قدم برتغالي في مركز الدفاع. شارك مع منتخب البرتغال لكرة القدم. أما مع النوادي، فقد لعب مع نادي بيلينينسش.

## وصلات خارجية
- فرنسيسكو روتشا على موقع قاعدة بيانات كرة القدم.إي يو (الإنجليزية)
- فرنسيسكو روتشا على موقع ناشيونال فوتبول تيمز (الإنجليزية)